# 서동원 (1952년)
서동원(徐東源, 1952년 1월 11일 ~ , 서울)은 대한민국의 공무원이다. 

## 학력
- 경기고등학교 졸업
- 서울대학교 전자공학 학사
- 컬럼비아대학교 대학원 법학 석사
- 한양대학교 대학원 법학 박사

## 경력
- 1974년 : 제15회 행정고등고시 합격
- 1987년 ~ 1988년 : 경제기획원 법무담당관
- 1994년 12월 ~ 1996년 3월 : 재정경제원 중소자금담당관
- 1996년 4월 ~ 1997년 8월 : 공정거래위원회 독점국장
- 1997년 ~ 1998년 : 재정경제원 국장
- 1998년 ~ 1999년 : 재정경제부 근무(부이사관)
- 1999년 ~ 2000년 : 예산청 부이사관
- 2000년 ~ 2001년 : 기획예산처 근무(부이사관)
- 2000년 ~ 2001년 : 국민경제자문회의 정책분석실장
- 2001년 3월 ~ 2003년 3월 : 기획예산처 정부개혁실 재정개혁단장
- 2003년 4월 ~ 2003년 5월 : 기획예산처 재정개혁국장
- 2003년 5월 ~ 2006년 5월 : 공정거래위원회 상임위원
- 2006년 9월 ~ 2008년 3월 : 김앤장법률사무소
- 2008년 3월 ~ 2009년 8월 : 공정거래위원회 부위원장
- 2009년 6월 ~ 2009년 7월 : 공정거래위원회 위원장 직무대행
- 2010년 6월 ~ : 김앤장법률사무소 고문
- 2010년 12월 ~ 2011년 12월 : 서울대학교 산업공학과 객원교수
- 2013년 5월 ~ 2015년 : 국민경제자문회의 공정경제분과 분과위원장
- 2014년 7월 : 규제개혁위원회 위원장
- 통일을 생각하는 사람들의 모임 이사